# 賀茂神社 (鳥取県南部町)
賀茂神社（かもじんじゃ）は鳥取県西伯郡南部町倭にある神社。
旧社格は郷社。

## 由緒
創立年代不詳。京都賀茂別雷神社より御分霊を奉遷して大平山（おおなるやま）の頂上に鎮座していたと云われる。その後、同山の中腹小平という所に遷り、さらに同山の麓に奉遷したと伝えられる。
戦国時代、尼子経久が伯耆国を領有すると、崇敬篤く社領100石が寄附された他、度々参拝して祈願、奉幣、社殿造営が行われたが、尼子氏滅亡と共に当社も次第に衰微した。江戸時代の1733年（享保18年）鳥取藩主池田氏より社領高10石の寄進があり、1872年（明治5年）4月郷社に列せられ、1907年（明治40年）2月3日に神饌幣帛料供進社に指定された。猪小路、北方、原、小原、新庄、上阿賀、下阿賀7ヶ村の氏神であり、近世まで賀茂大明神と称した。
1916年（大正5年）5月に大国村大字北方字宮ノ峠ノ山鎮座の無格社北方神社、同村大字原字客ノ前鎮座の無格社小原神社、1917年（大正6年）4月30日に天津村大字阿賀字王子﨏山鎮座の無格社阿賀神社、同村大字同字トヲベン神田鎮座の無格社田邊神社を合併した。

### 境内社
糺神社（ただすじんじゃ）は本社と同時の創立と思われ、本社と併せて賀茂両社、あるいは賀茂下上大明神と称されていた。
鷺神社（さぎじんじゃ）の創立年代は不詳。もと雲伯の国境渡田峠、通称疱瘡ヶ峠と称する所に鎮座していた。古来疱瘡神として信仰篤く、旧藩主池田氏の祈祷所であったと伝えられる。1897年（明治30年）10月失火により社殿が焼失したが1905年（明治38年）5月に再建された。1916年（大正5年）猪小路鎮座の田中神社（祭神：磐長姫命）を合併し、1917年（大正6年）に渡田峠より現在地の賀茂神社境内に奉遷した。
もとの場所には小祠があり祠内に疱瘡地蔵が祀られ、小祠の前には1825年（文政8年）6月の御神燈が残されている。現在の祭神は稲背脛命であるが『伯耆志』に「祭神は束積の鷺神社に同じ」とあるため、もとの祭神はスサノオであった可能性がある。

## 祭神
主祭神
- 別雷命

配神
- 神武天皇
- 天照大御神
- 豊岩窓命（北方神社：大正5年5月、阿賀神社：大正6年4月30日合祀）
- 大己貴命（小原神社：大正5年5月合祀）
- 少彦名命（小原神社：大正5年5月合祀）
- 倉稲魂命（田邊神社：大正6年4月30日合祀）
- 素戔嗚命（阿賀神社：大正6年4月30日合祀）

## 境内

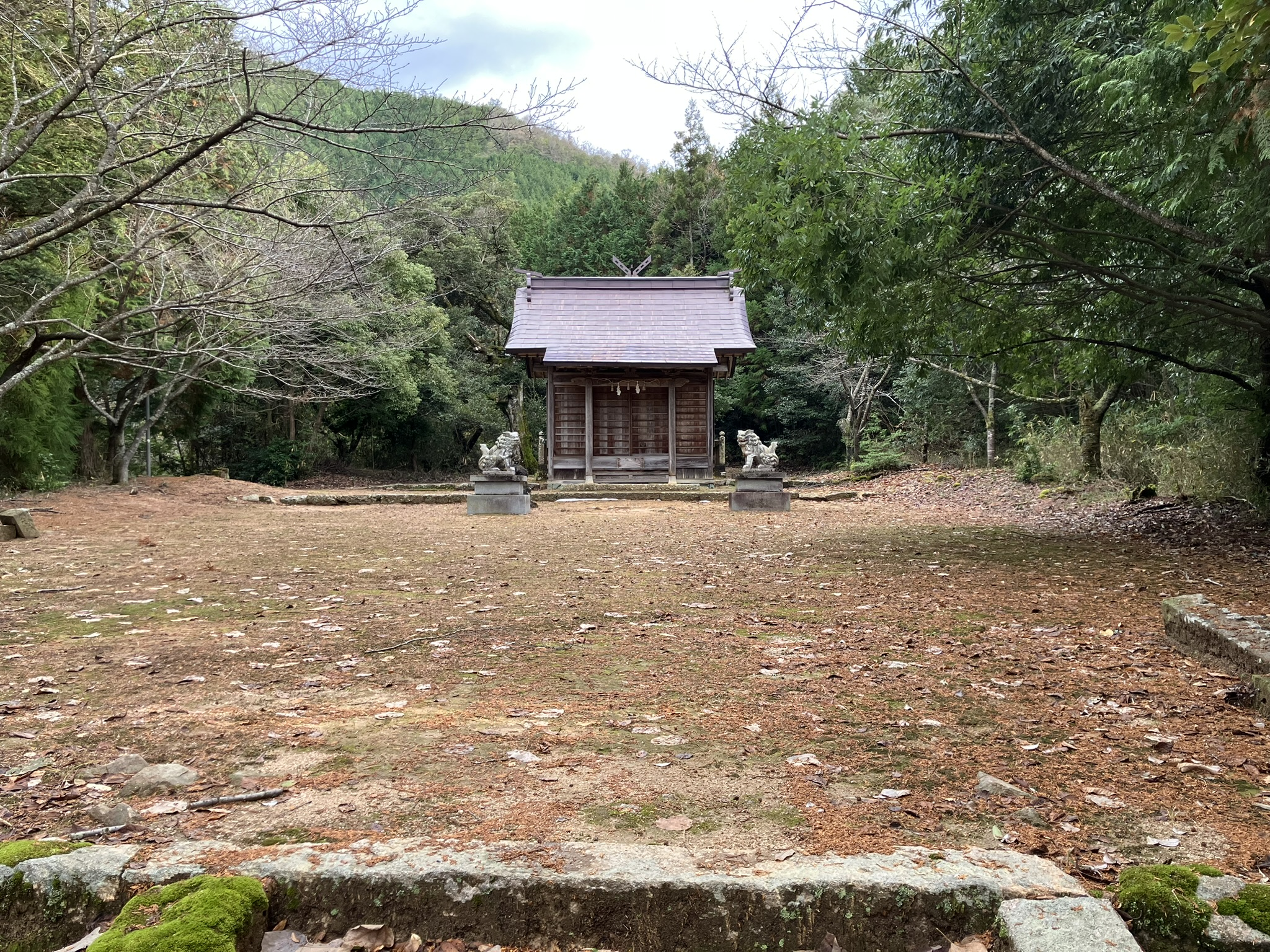
糺神社
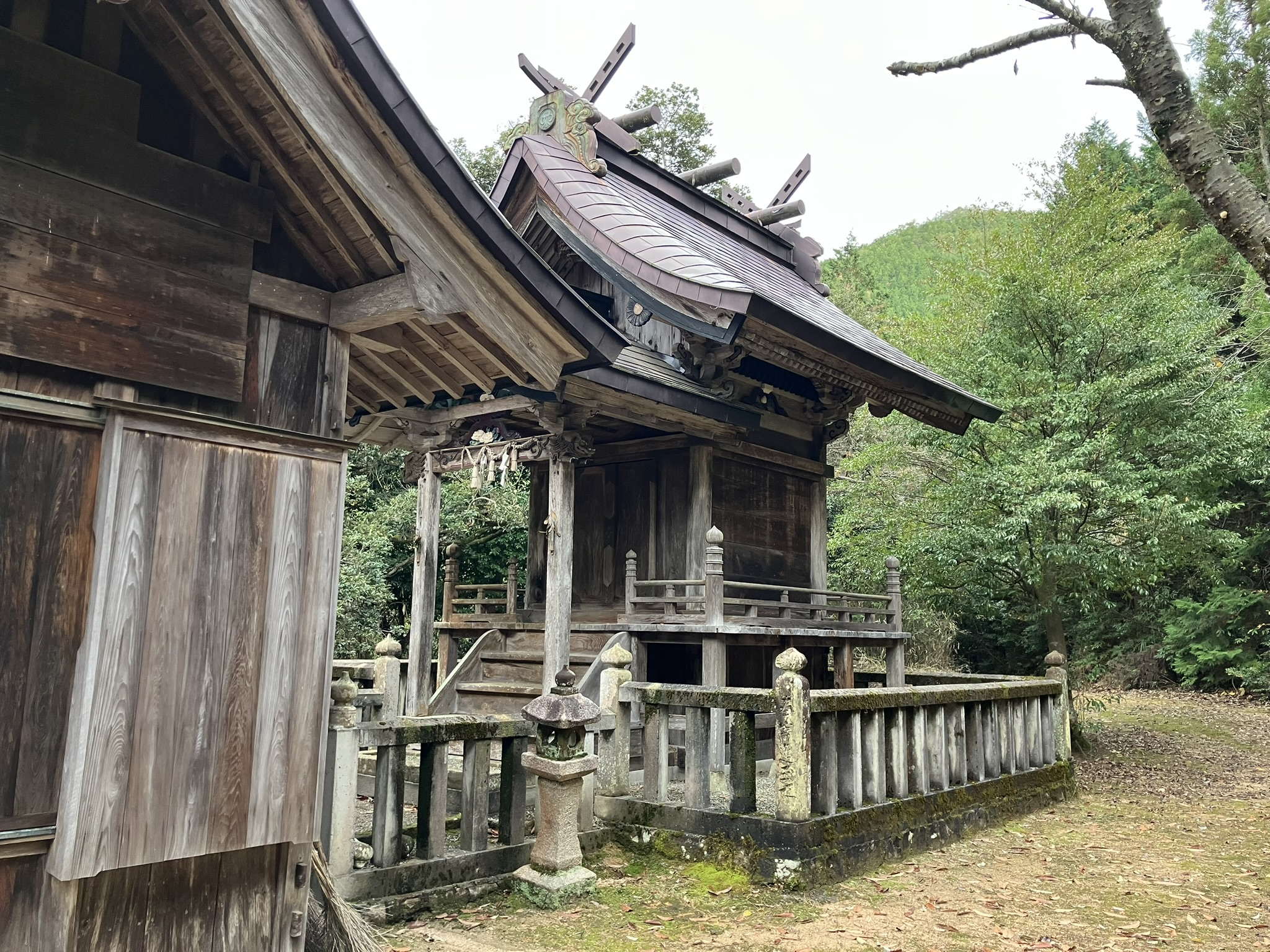
本殿
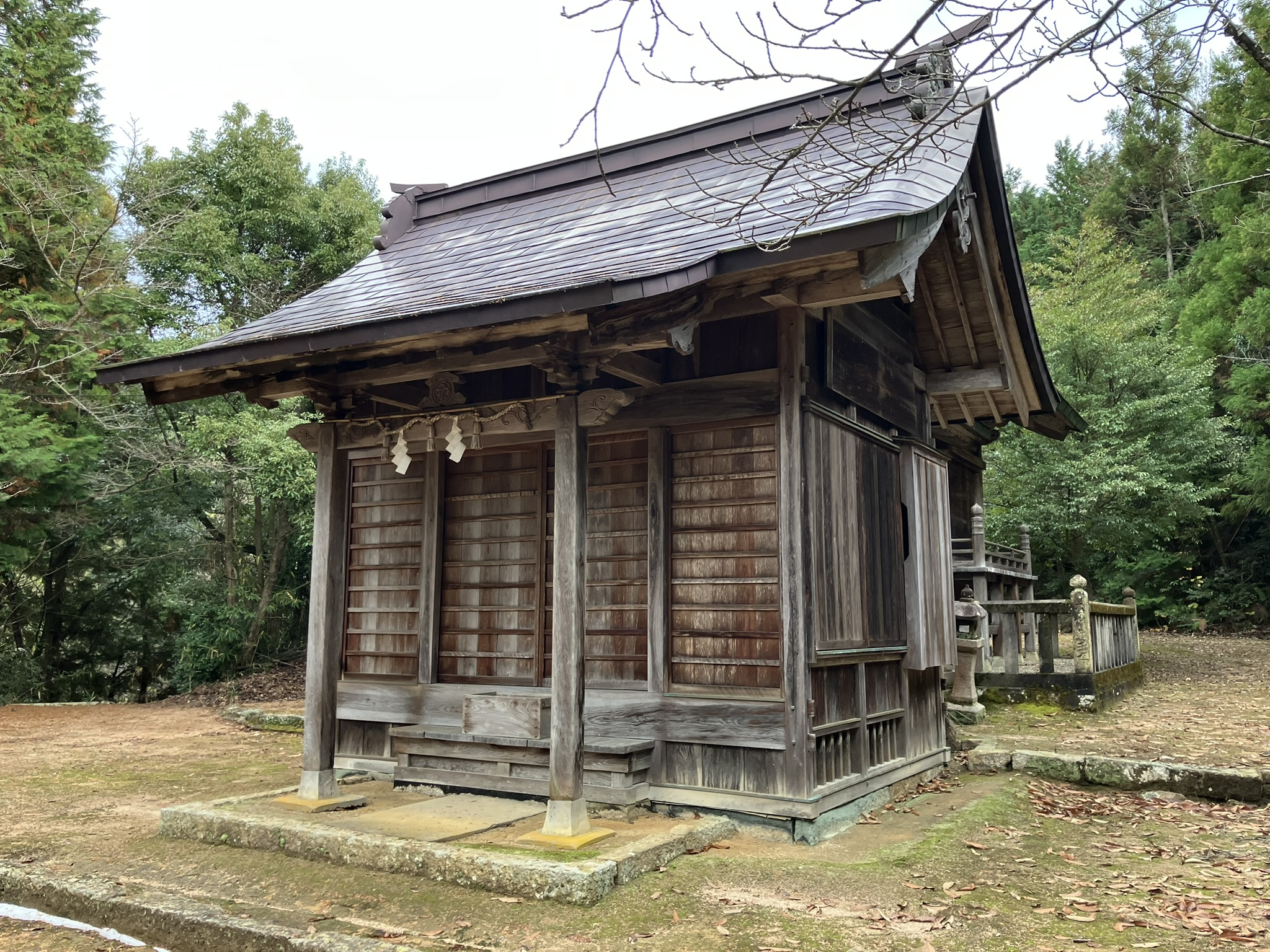
拝殿
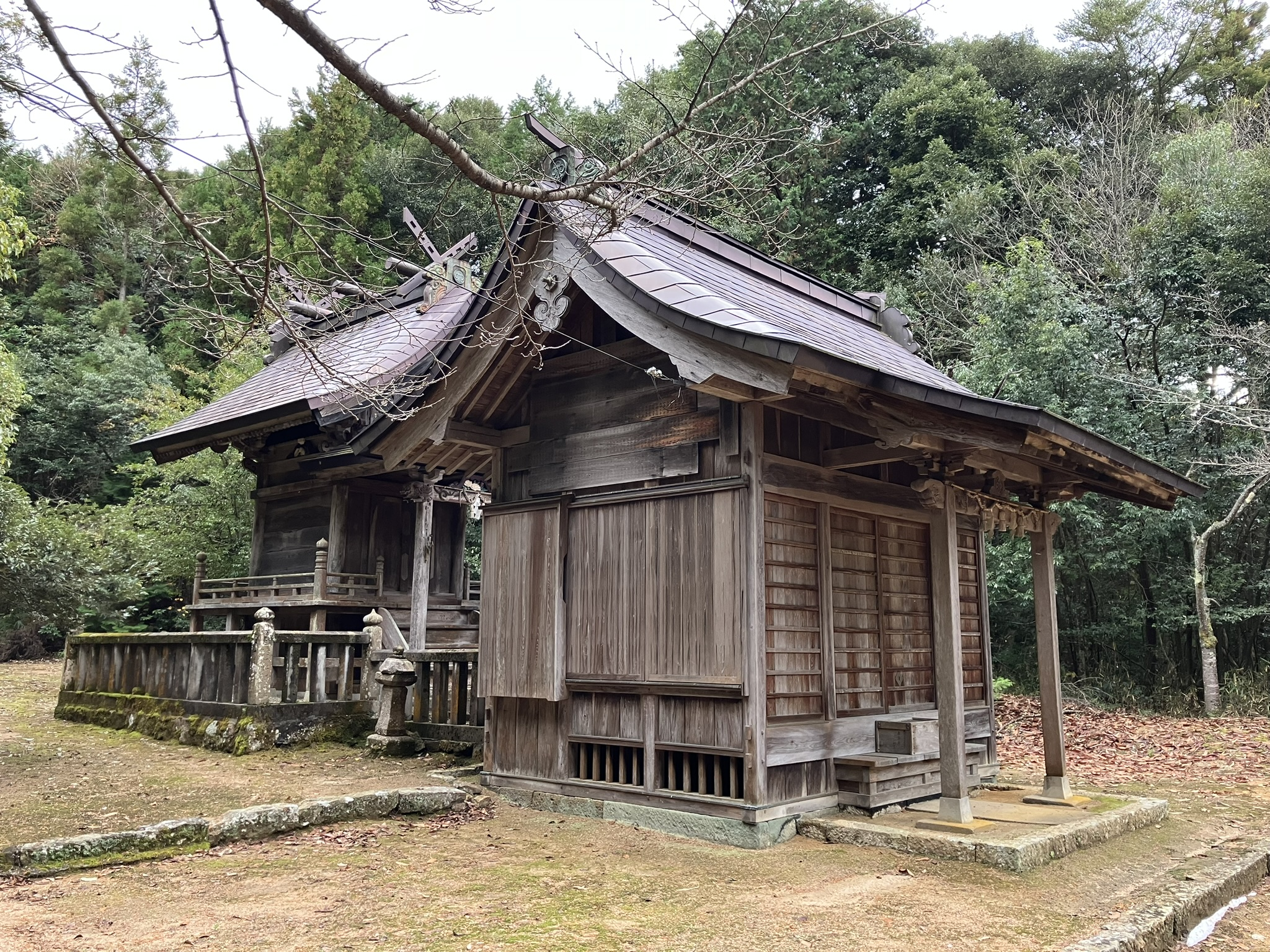
拝殿と本殿

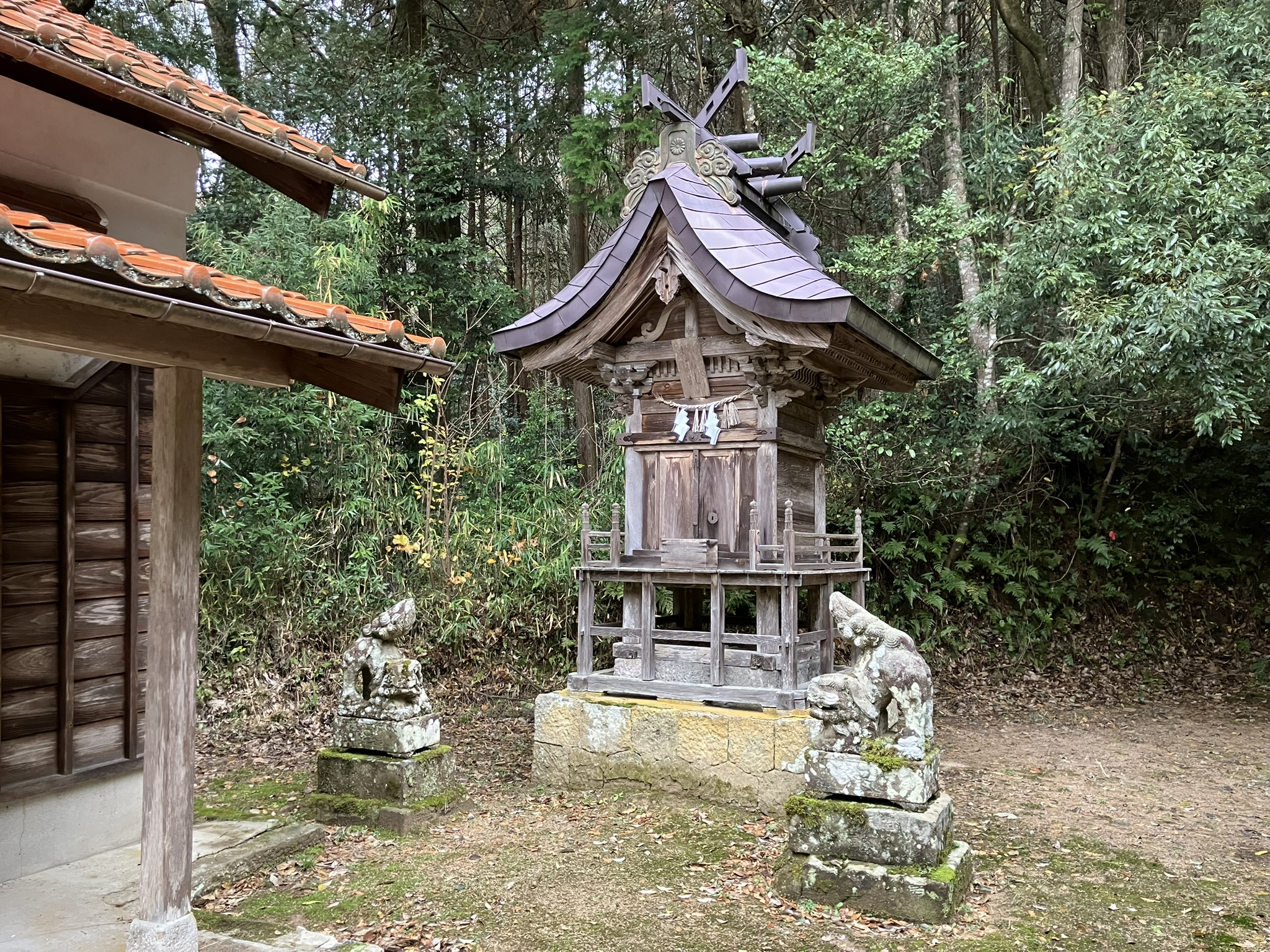
鷺神社

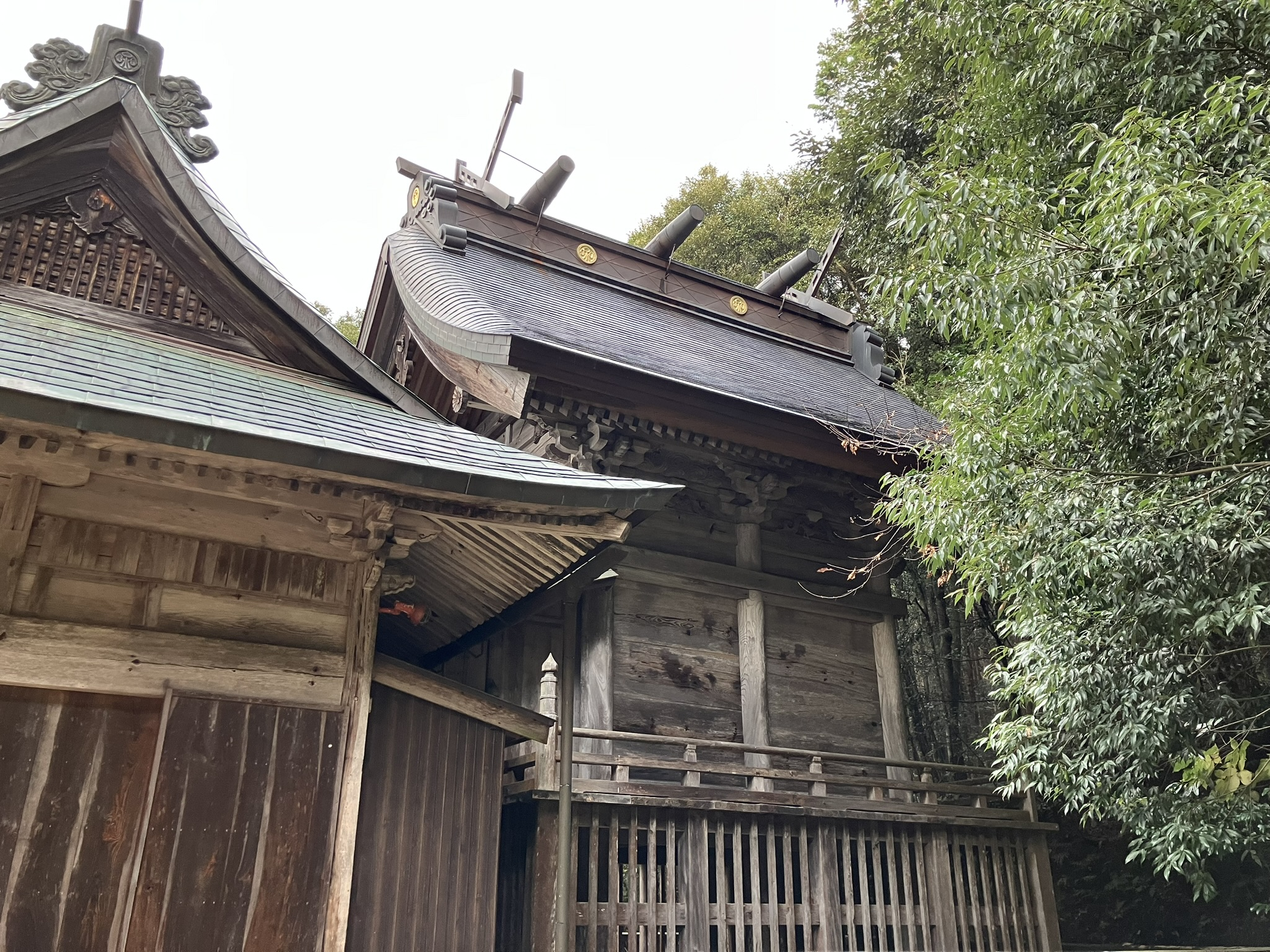
本殿
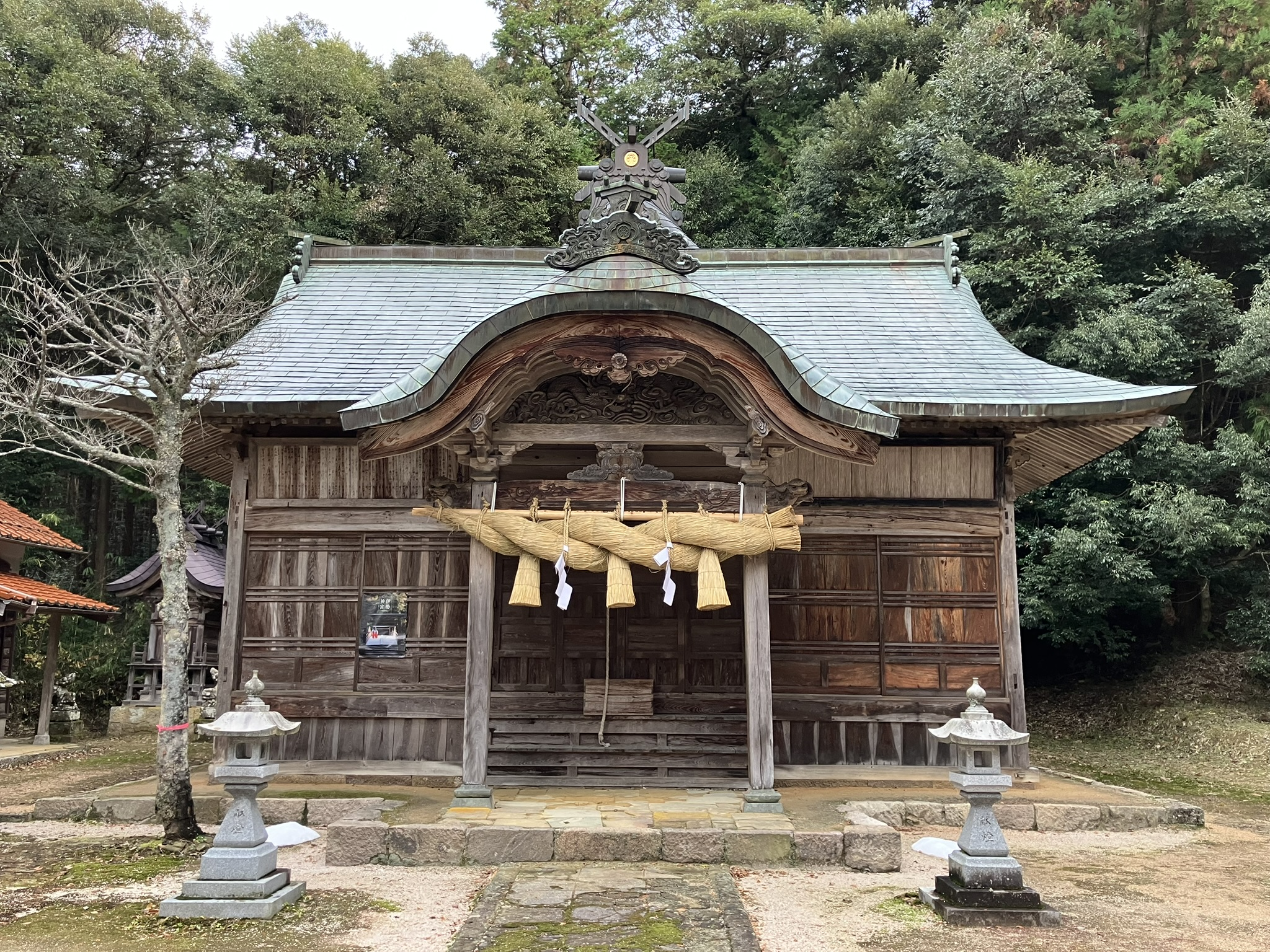
拝殿
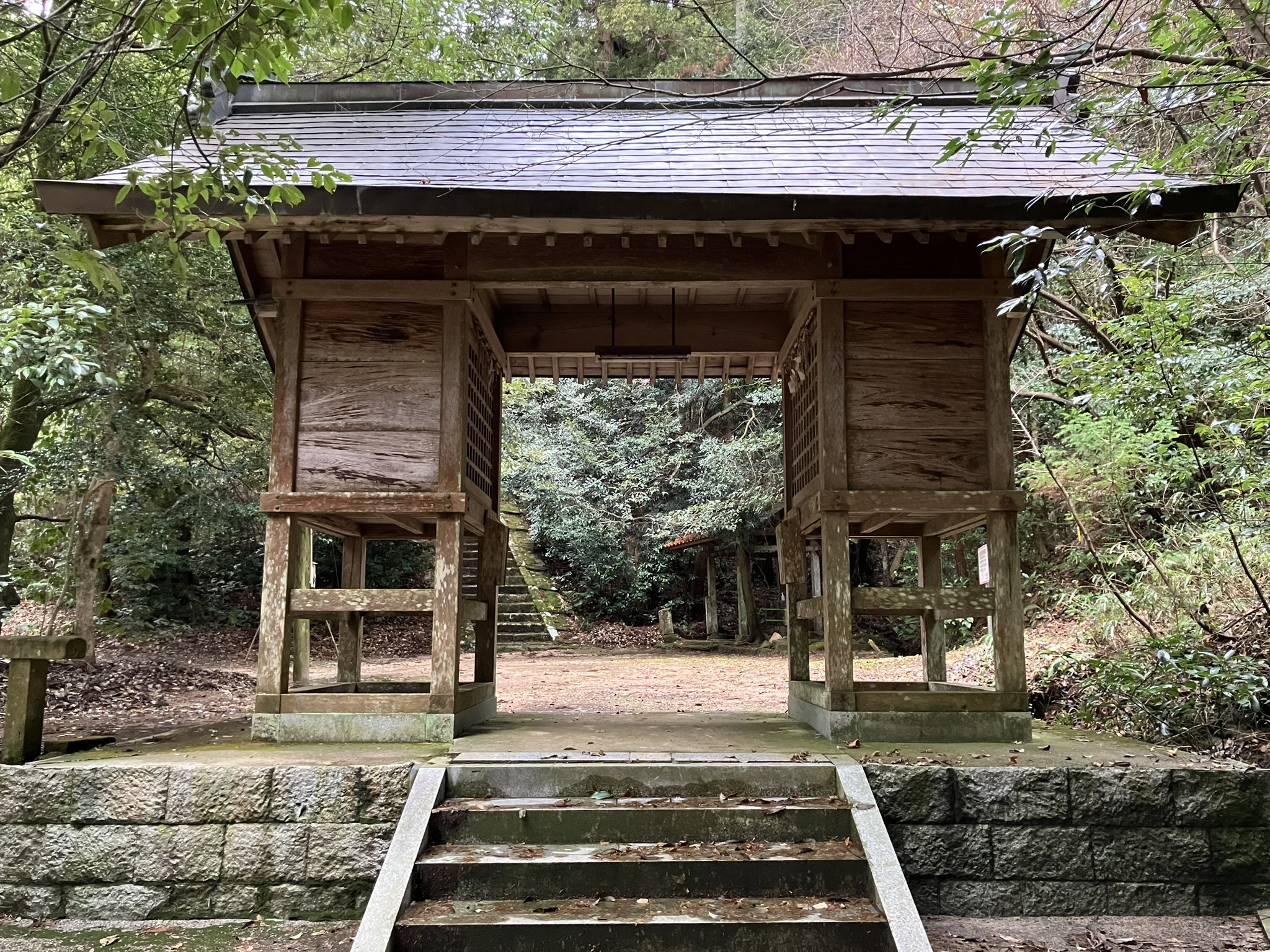
随神門
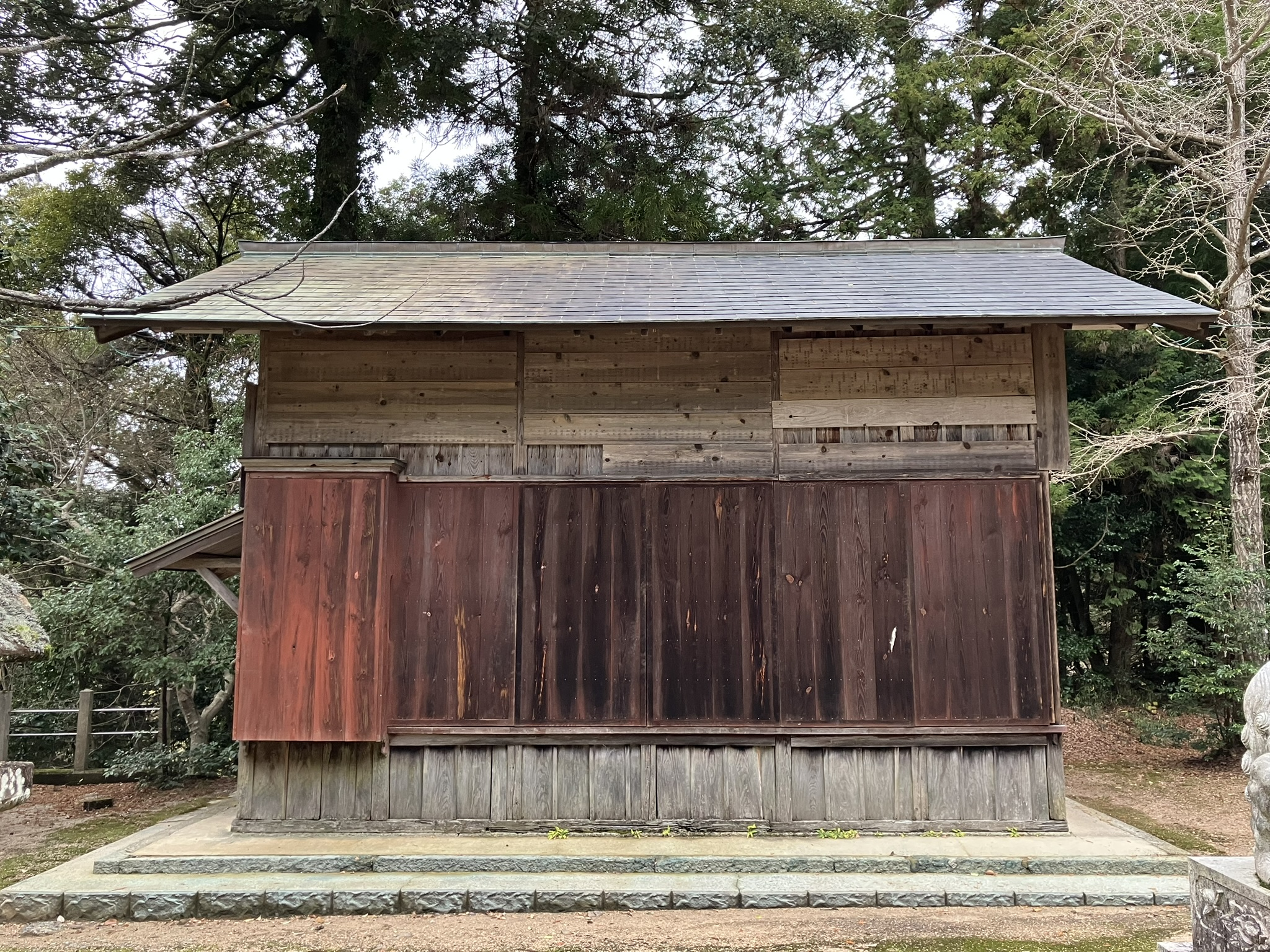
神楽殿
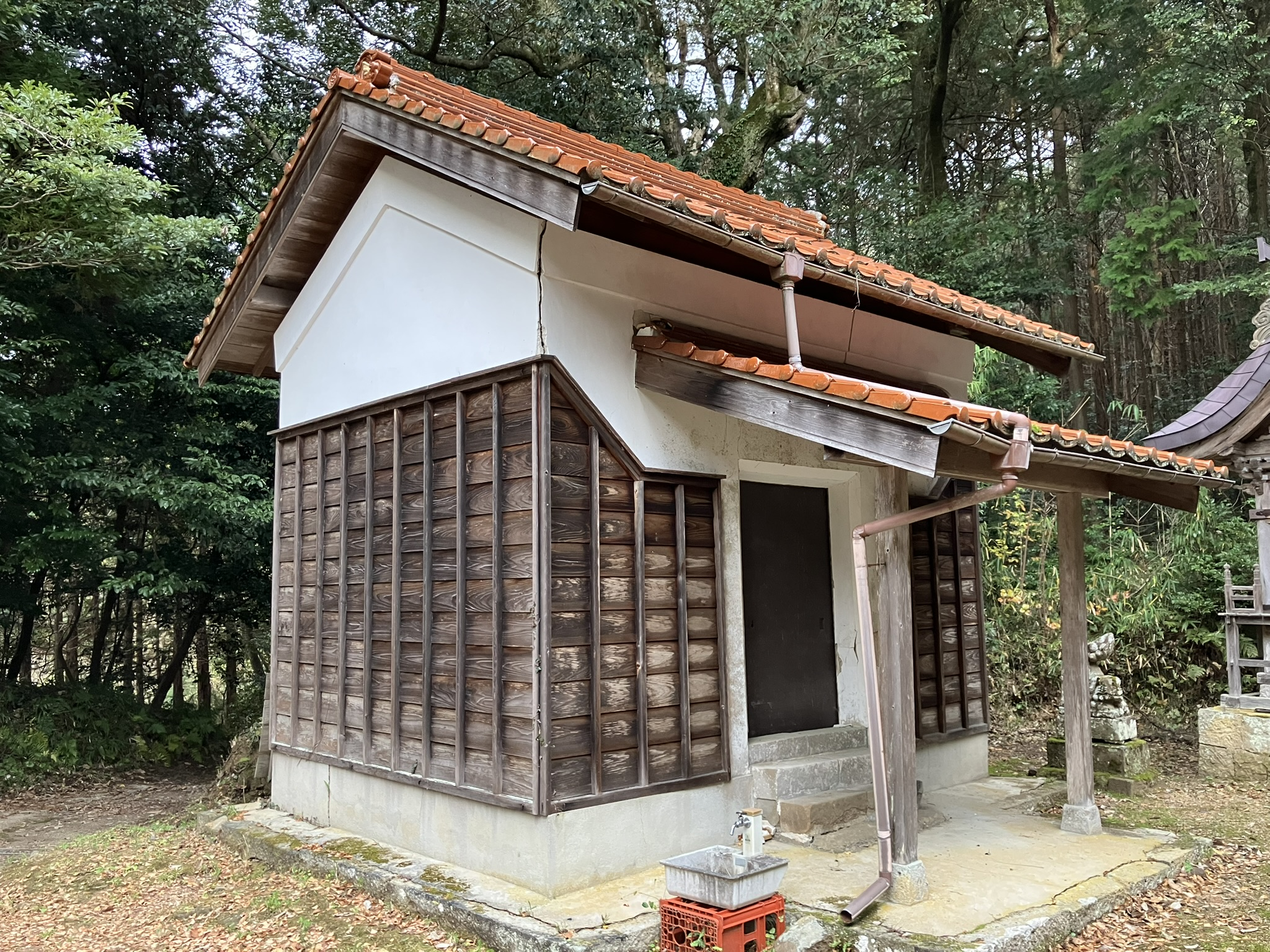
祭器庫
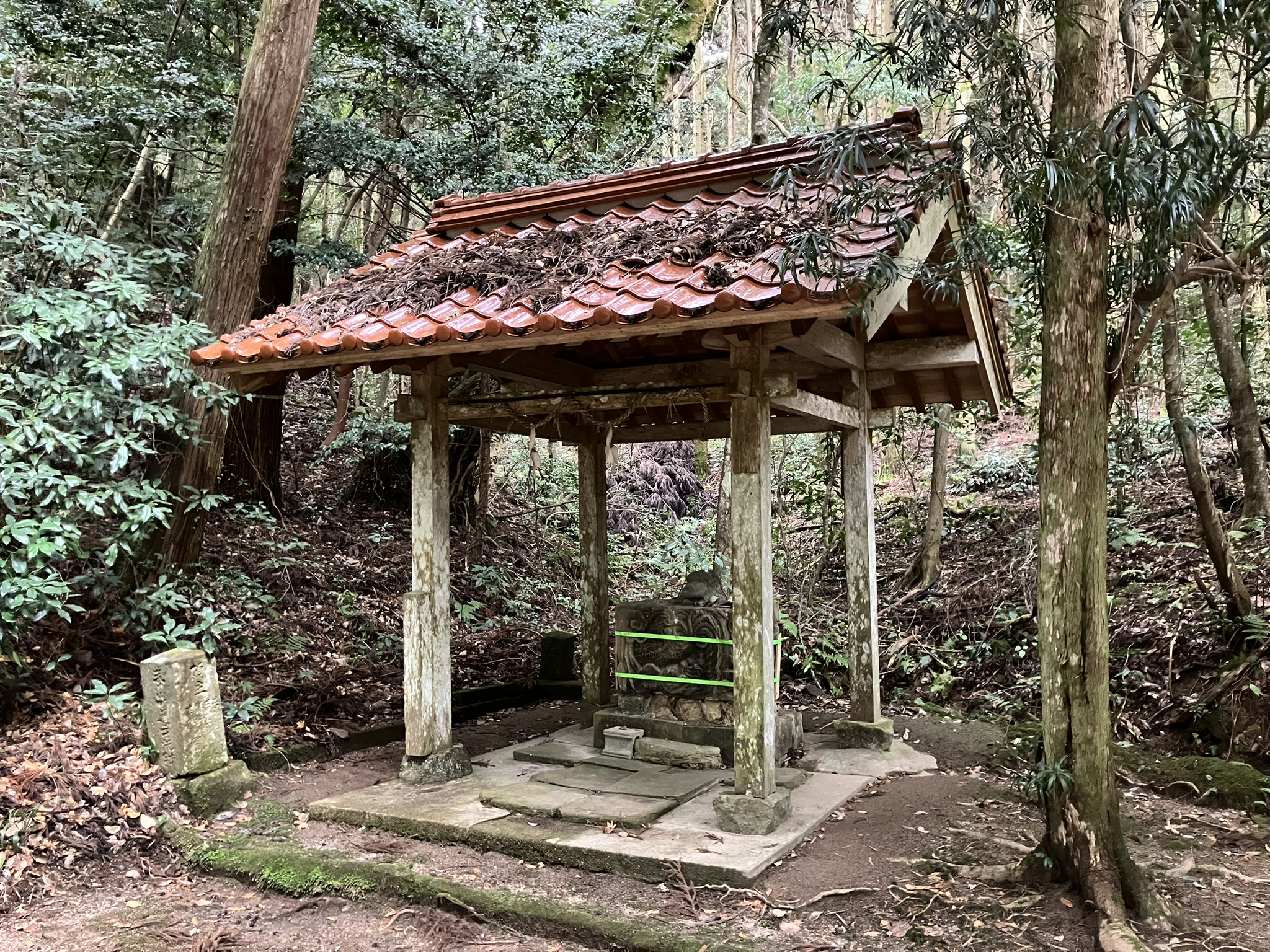
手水社
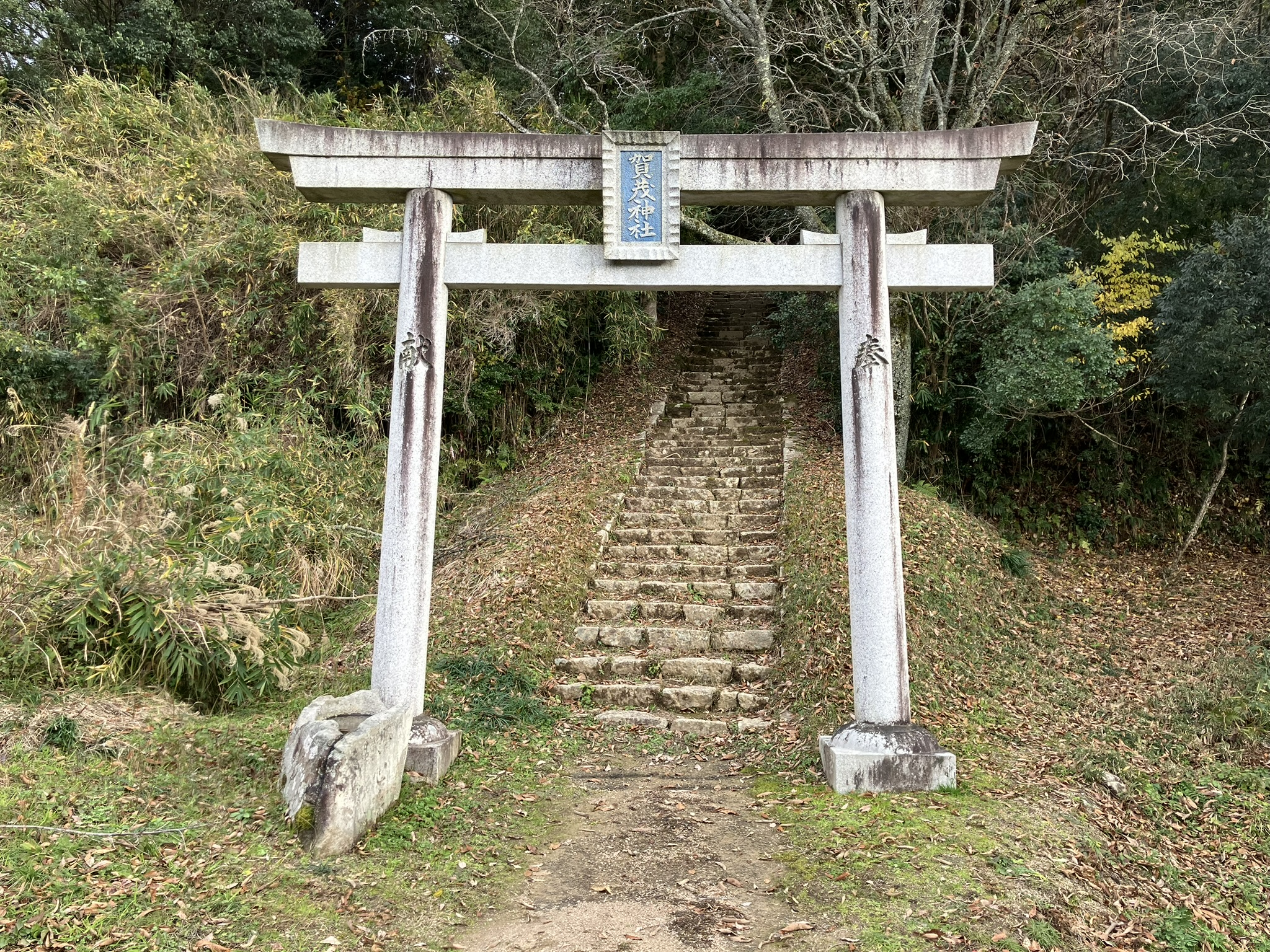
一の鳥居
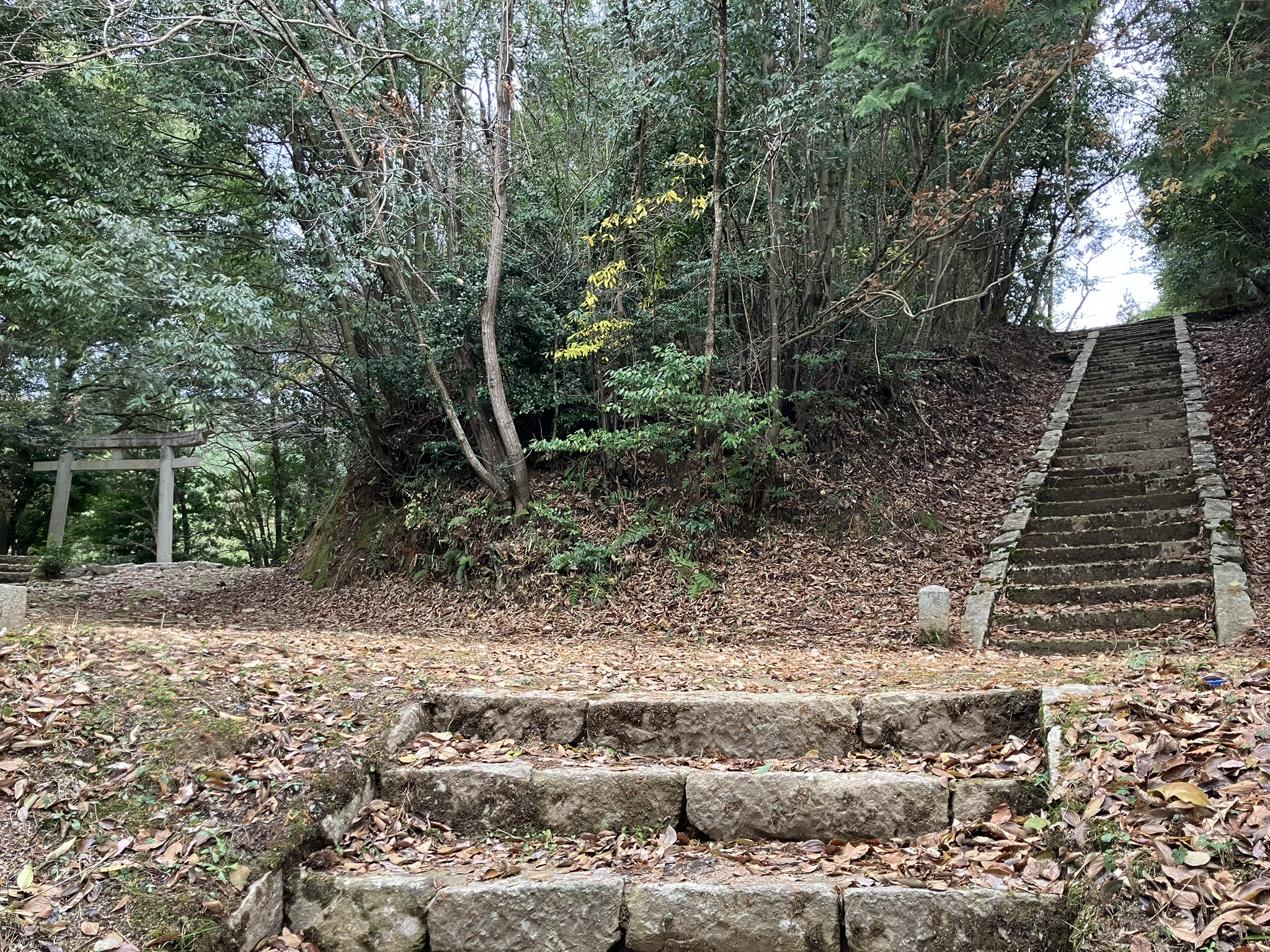
左が賀茂神社 右が糺神社
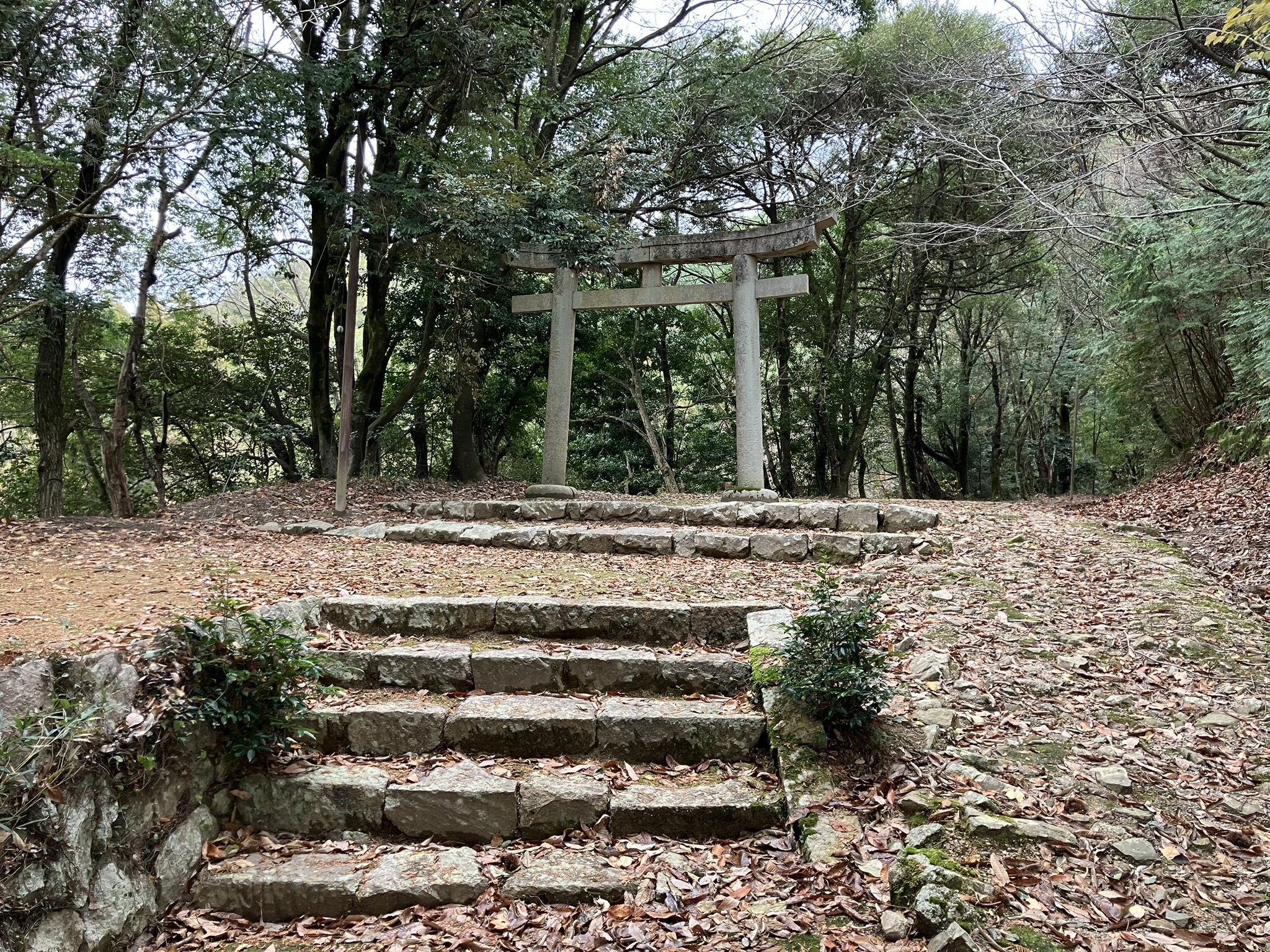
二の鳥居

境内神社
- 糺神社 - 祭神：玉依姫命

- 糺神社
- 本殿
- 拝殿
- 拝殿と本殿

- 鷺神社 - 祭神：稲背脛命、磐長姫命

- 鷺神社

## 現地情報

### 所在地
- 鳥取県西伯郡南部町倭3

### 交通アクセス
- JR山陰本線米子駅より日ノ丸自動車バス法勝寺線「倭バス停」（約18分）下車後、徒歩約11分